# Страховой агент (фильм, 1991)
«Страховой агент» (англ. The Adjuster) — художественный фильм режиссёра Атома Эгояна. Фильм также известен под названием «Страховой оценщик». Выпущен в Канаде в 1991 году. В фильме поднята проблема семейных отношений — взаимоотношений супругов в браке.
Фильм был показан во многих странах, в том числе на международных кинофестивалях, получил несколько призов — на кинофестивале в Вальядолиде, фестивале в Торонто и специальный приз жюри на Московском кинофестивале.

## Сюжет
Ноа работает страховым оценщиком. Он женат, но довольно развратен. Ноа встречается со своими клиентками, потерявшими своё имущество в результате пожара или другого бедствия, и, пользуясь своим положением, склоняет их к сексу.
Жена Ноа Эра тоже не подарок. Она киноцензор, живёт вместе со своим сыном Симоном и сестрой Сетой. В свободное от работы время Эра тайно снимает порнографические фильмы. Потребитель этих фильмов — довольно страстная Сета.
Ноа и Эра сдают свой дом одной семейной паре — Буббе и Мими, с их участием и снимается очередной фильм для взрослых. Парочка же пытается во время съёмок реализовать свои сексуальные фантазии, иногда с использованием насилия. Критики отмечают, что образы Буббы и Мими до конца не проработаны.

## В ролях
- Элиас Котеас — Ноа Рендер
- Арсинэ Ханджян — Эра, жена Ноа
- Роз Саркисян — Сета, сестра Эры
- Армен Кокорян — Симон, сын Эры
- Мори Чайкин — Бубба
- Гэбриэлла Роуз — Мими, жена Буббы
- Дэвид Хемблен
- Дон Маккеллар
- Дженнифер Дейл